# Veliki Belaćevac
Bardh i Madh en albanais et Veliki Belaćevac en serbe latin (en serbe cyrillique : Велики Белаћевац) est une localité du Kosovo située dans la commune/municipalité de Fushë Kosovë/Kosovo Polje, district de Pristina (Kosovo) ou district de Kosovo (Serbie). Selon le recensement kosovar de 2011, elle compte 2 750 habitants.

## Démographie

### Évolution historique de la population dans la localité
| 1948  | 1953  | 1961  | 1971  | 1981  | 1991  | 2011  |
| ----- | ----- | ----- | ----- | ----- | ----- | ----- |
| 1 177 | 1 290 | 1 545 | 2 260 | 2 829 | 3 049 | 2 750 |

|  |

### Répartition de la population par nationalités (2011)
En 2011, les Albanais représentaient 99,96 % de la population.